# Agrolândia
Agrolândia là một đô thị thuộc bang Santa Catarina, Brasil. Đô thị này có diện tích 207,119 km², dân số năm 2007 là 8275 người, mật độ 40 người/km².